# Hakken
Hakken (også kaldet Hakkûh) og på dansk også kaldet sav betyder hæl og stammer fra Holland.
Det danses ofte til musik der ligger på mange BPM, hvilket gør en ellers simpel danseform yderst energisk. Oprindeligt var der i hakken mest fokus på benarbejdet, som udefra set nok mest af alt ligner en avanceret march gang. Den nye generation har rykket det fokus op til overkroppen.
Det mest praktiske fodtøj til at udfører hakken er sko som Nike Max Air, som forhindre en ellers øm fod og ødelagte limninger i skoen.